# WebPositive
WebPositive (stilizzato anche Web+) è il web browser di default di Haiku, sviluppato per sostituire l'obsoleto BeZillaBrowser con un software fondato su WebKit. Prende il nome dal vecchio browser per BeOS, NetPositive, ma sostituendo Net con Web, dal nome del motore adoperato.

## Storia
Nella Google Summer of Code del 2009 Maxime Simon, guidato da Ryan Leavengood, ha lavorato a un port di WebKit per Haiku, cosa che porta a un browser prototipo denominato HaikuLauncher, che ha mostrato il funzionamento del port, pur non facendo altro. Nel febbraio 2010 Stephan Aßmus prende in mano il codice del prototipo per renderlo più usabile, ottenendo la versione r488, inserita poi più avanti nel medesimo anno in Haiku R1 / Alpha 2. Sempre nel 2010 Ryan Leavengood torna alla guida del progetto.
Le prime versioni utilizzavano come base i servizi di cURL, che però si dimostrarono lenti e con numerosi bug, nel 2013 diventa chiaro che debba essere sostituito e nell'ottobre Adrien Destugues viene assunto a tempo pieno da Haiku Inc. per lo sviluppo, e sostituisce cURL con il Service Kit del sistema operativo, oltre a migliorare la stabilità e l'usabilità del programma e il supporto per HTML 5.